# Río Tranquil
Río Tranquil o Río Tranguil es un río ubicado en el sector precordillerano de la comuna de Panguipulli, en la Región de los Ríos, Chile. 

## Curso
El Río Tranquil nace en la sierra de San Pablo de Tregua en la comuna de Panguipulli. Este río fluye en sentido noroeste a sureste donde se une al Río Cua-Cua cerca de la localidad de Reyehueico. En su confluencia con el Río Cua-Cua y hasta su desembocadura en el Lago Neltume se encuentra próximo a la ruta T-29.

## Historia
Luis Risopatrón, en su célebre Diccionario Jeográfico de Chile describe al Río Tranguil:: 897 
Tranguil (Río). Es de corto curso i caudal, nace en las faldas E de la sierra de Quinchilca, corre hácia el SE i se vácia en la parte inferior del Rio Cuacua.

## Población, economía y ecología

### Conflicto del Río Tranquil

#### Inscripción de derechos de aguas
Los derechos de aguas del Río Tranquil y sus afluentes para la realización de un proyecto hidroeléctrico fueron constituidos a partir del año 2008 como derechos no consuntivos, según las solicitudes a la Dirección General de Aguas, un primer derecho del 20 de junio de 2008 por un total de 0,085 metros cúbicos por segundo, un segundo derechos constituido el 29 de julio de 2003 por un total de 0,225 metros cúbicos por segundo y finalmente un tercer derecho de agua constituido en la misma fecha por un total de 0,34 metros cúbicos por segundo. Por su parte se estableció un caudal ecológico de 225 litros por segundo para el estero sin nombre (punto de captación 1) y de 340 litros por segundo para el Río Tranquil (punto de captación 2). Estos derechos fueron inscritos ante el conservador de Bienes Raíces los años 2008 y 2009. Posterior a su inscripción los puntos de captación de los derechos de agua sobre el Río Tranquil fueron modificados.

Diagrama unifilar de la cuenca del río Valdivia.

Los derechos de agua del Río Tranquil fueron solicitados el año 2008 a la Dirección General de Aguas por Pedro Ermer Jaque Araneda, se generaron posteriormente derechos a través de las empresas: RP Global, RPI Chile Energías Renovables S.A. y RP Global Energías Renovables S.A.

#### Presentación de proyecto de mini central hidroeléctrica
Tras el retiro de los grandes proyectos de centrales hidroeléctricas en la cuenca del río Valdivia, se dio paso a una serie de proyectos de minicentrales que generan menos de 3 Mega Watts de potencia. La diferencia con los proyectos anteriores es que las minicentrales bajo estas características no se someten al Sistema de Evaluación de Impacto Ambiental (SEIA), realizando solo una consulta de pertinencia ambiental. Solo en la comuna de Panguipulli se presentaron 8 proyectos de minicentrales en el desagüe del Lago Riñihue, Río Liquiñe, Pellaifa, Piutel, Río Hueico, Raguinlelfu, Trafun y Río Truful.
El 31 de julio de 2012, la empresa de origen austriaco RP Global Chile Energías Renovables S.A, presenta la consulta de pertinacia ambiental ante el Servicio de Evaluación Ambiental, tratándose de un proyecto de un sistema de generación hidráulico de pasada.
El proyecto contemplaba la instalación de dos bocatomas: una en le estero sin nombre y otra en el Río Tranquil. El estero sin nombre se conduciría a través de una tubería de 800 milímetros de diámetro y 866 metros de largo hasta la casa de máquinas, mientras que la tubería del Río Tranquil tendría 1.100 milímetros de diámetro y una extensión de 6.081 metros, con un desnivel de 184 metros hasta la casa de máquinas. Este proyecto contemplaba una barrera de muros de 3 a 4 metros de altura para embalsar 2.500 metros cúbicos de las aguas del río Tranquil. El proyecto contemplaba también un aliena de trasmisión eléctrica de aproximadamente 300 metros de longitud para conectarse a la Red de distribución de la empresa local, la que no superaría los 23 kV de potencia.
El proyecto no contemplaba la creación de nuevos caminos, ya que se utilizarían caminos forestales preexistentes, un de ellos ubicados al interior del Fundo Toledo. El movimiento de tierra del proyecto contemplaba 20.689 metros cúbicos distribuidos en la construcción de las bocatomas, aducciones y casa de máquinas. Además de otros 5.447 metros cúbicos de otros materiales tales como áridos y hormigón. La superficie directamente intervenida alcanzaría los 18.442 metros cuadrados.
Oficio de la Dirección Regional de Aguas de fecha 27 de agosto de 2012, hizo mención a la Zona de Interés Turístico y que desconociendo los objetivos de protección de ésta, no era posible evaluar el impacto y solicita que sea el servicio pertinente quien pronuncie.
Por su parte la Dirección Regional de Turismo de Los Ríos consideró que el proyecto debía entrar a evaluación del Sistema de Evaluación Ambiental (SEIA).
No obstante lo anterior, el director de Evaluación Ambiental de Los Ríos, Sr. Raimundo Pérez Larraín, se pronuncia indicando que le proyecto no debe presentarse al Sistema de Evaluación Ambiental en forma obligatoria, indicando que el proyecto no se encontraba inserto en la Zona de Interés Turístico de Panguipulli y que no afectaría el objeto de protección de dicha zona. Este organismo desechó el informe técnico de la Dirección Regional de Turismo.

#### Conflicto
El proyecto de una Mini Central Hidroeléctrica de pasada de propiedad de RP Global, de capitales austríacos, había realizado las consultas al Servicio de Evaluación Ambiental (SEA) en julio de 2012, obteniendo una respuesta favorable por parte de ese servicio en septiembre de ese año.
El proyecto contemplaba la construcción de una sala de máquinas junto al Rio Tranquil la cual se encontraba ubicada en terrenos indígenas perteneciente a la comunidad de Tranquil, cuyos títulos de dominio datan de 1919.
Durante la construcción de las obras se destruyó un cementerio mapuche (eltun). Estas acciones que fueron denunciadas por las comunidades indígenas ante el Alto Comisionado de Derechos Humanos de la Organización de las Naciones Unidas. Las comunidades apelaron a que estas obras se realizaron contraviniendo el Convenio OIT 169.
Junto a lo anterior, en agosto de 2016 se inicia la instalación de cables de alta tensión para unir el proyecto a la red eléctrica local, estas obras de cableado y postes contaban con un permiso de construcción de obras del año 2015 y que se encontraba totalmente caducado pues su vigencia era de 60 días y ocupando predios de la comunidad. Para estos efectos la empresa se encontraba apoyada por la Tenencia de Carabineros de Liquiñe. La Gobernadora de la provincia de Valdivia Patricia Morano indicó que Carabineros habría actuado sin su orden por lo que se inició una investigación interna.
De acuerdo a los vecinos de Tranquil ellos habrían sido engañados bajo promesas que la empresa les daría trabajo y electricidad gratuita con el fin de permitir las obras en algunos predios de propiedad de la comunidad.
Dos días antes los representantes de la empresa habían solicitado a la propietaria del terreno sacar a los arrendatarios, el werker Ruben Collío y su familia quien ya había sufrido amenazas de gente que apoyaba a la empresa RP Global al día siguiente la esposa de Rubén Collío es encontrada muerta en extrañas circunstancias en un aparente suicidio. La primera autopsia del cuerpo de Macarena Valdés fue cuestionada por la familia y las organizaciones mapuches y rurales.
Posterior a la Muerte de Macarena Valdés, las obras de tendido eléctrico continúan en octubre de 2016 por la CAM SAEZA, esta vez acompañados de más de 50 efectivos de carabineros y fuerzas especiales quienes además realizaban control en caminos públicos y los alrededores de la zona de Tranquil.
Tras la muerte Macarena Valdés, las comunidades indígenas y rurales se organizan en rechazo al proyecto. El 1° de agosto de 2016 las comunidades indígenas cortan la Ruta T-201 en el cruce de Reyehueico a 8 kilómetros de Liquiñe
Las manifestaciones de rechazo al proyecto escalan y la Fiscalía de Los Ríos ordena a la empresa la paralización de las obras en noviembre de 2016.

### Turismo
En el año 2011 los miembros de la comunidad mapuche Chospe del Lago Panguipulli regalan a la comunidad mapuche Inalafken, en el Lago Neltume un 'wampo' o embarcación de madera tallada en un tronco a la usanza de sus antepasados que navegaban en las aguas de los ríos y lagos precordilleranos de la comuna de Panguipulli. Este hecho motivó a la comunidad al rescate de sus tradiciones en materia de navegación. Desde entonces la comunidad organizaba anualmente una jornada de navegación ancestral, la que tomó más fuerza tras los conflictos ocasionados por la mini central hidroeléctrica del Río Tranquil. La actividad del año 2017 reunió a más de 30 kayaks que acompañaron el wampo ancestral y recorrieron más de 20 kilómetros por el Río Cua-Cua, la unión con el Río Tranquil y la desembocadura en el Lago Neltume. En esta oportunidad las actividades se extendieron por dos días apoyados por un proyecto del Fondo de Innovación para la Competitividad del Gobierno Regional de Los Ríos. Adema se desarrolló la Feria Kiñe Newen Mapu en el Puente Titan.
El apoyo a las comunidades de Tranquil y Neltume en materia de turismo se viene desarrollando por la Universidad Austral de Chile a través del Centro Transdisciplinario de Estudios Ambientales y Desarrollo Sostenible (CEAM) desde el año 2013. Adicionalmente, las actividades de navegación fueron apoyadas por el Club Náutico Puelche de la Municipalidad de Panguipulli.
A través de los fondos del Gobierno Regional se inició el desarrollo de una plataforma de servicios turísticos de base comunitaria denominada “Trawun 2.0” que benefició a 51 familias ubicadas en la comuna de Panguipulli.
El proyecto contempló la creación de una Cooperativa el año 2017 y una red de 120 familias beneficiarias, 30 de las cuales son de origen mapuche, han implementado diversos tipos de servicios en torno al turismo.
Actualmente el Río Tranquil es parte de la oferta de atractivos turísticos del área junto al humedal del Río Cua-cua, observación de flora y fauna nativa, en los últimos años se ha incentivado este curso de agua para la práctica del canotaje en embarcaciones de kayak y también con embarcaciones tradicionales indígenas llamadas “wampos”. Actualmente se ofrecen experiencias turísticas como el “Circuito Trawun” de la comunidad de Lago Neltume, que incluye servicios de guiado, historia orales, servicio sde artesanía y alojamiento.